# 圣艾尼昂 (莫尔比昂省)
圣艾尼昂（法語：Saint-Aignan，法語發音：[sɛ̃.t‿ɛɲɑ̃]）是法国莫尔比昂省的一个市镇，位于该省北部略偏西，属于蓬蒂维区。

## 地理
圣艾尼昂（48°10'53"N, 3°0'50"W）面积27.33 平方千米，位于法国布列塔尼大區莫尔比昂省，该省份为法国西北部沿海省份，位于布列塔尼半岛南部，北起阿摩尔滨海省、西接菲尼斯泰尔省，南濒大西洋，东南接大西洋卢瓦尔省，东临伊勒-维莱讷省。
与圣艾尼昂接壤的市镇（或旧市镇、城区）包括：科雷勒、克莱盖雷克、圣布丽吉特、讷利亚克、布拉韦河畔邦勒波、盖莱当。
圣艾尼昂的时区为UTC+01:00、UTC+02:00（夏令时）。

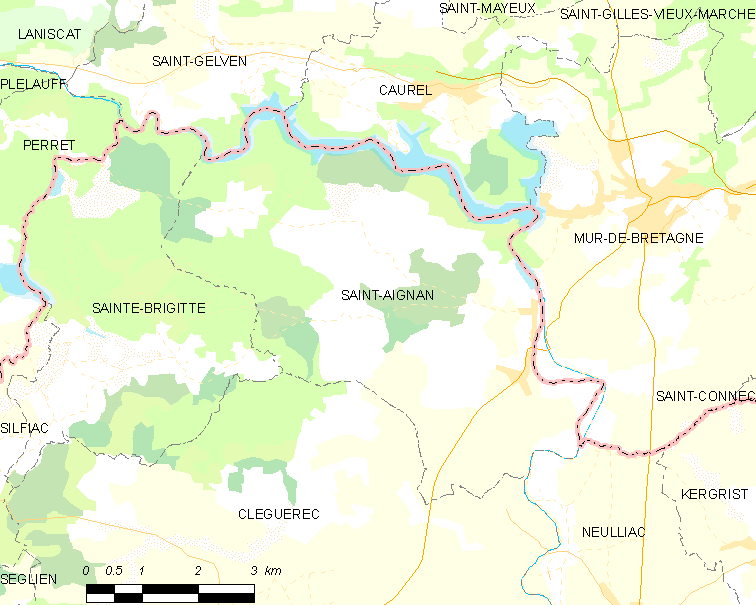
圣艾尼昂的OSM定位图

## 行政
圣艾尼昂的邮政编码为56480，INSEE市镇编码为56203。

## 政治
圣艾尼昂所属的省级选区为古兰县。

## 人口

1962-2008年间圣艾尼昂人口变化图示

圣艾尼昂于2022年1月1日时的人口数量为632人。